# Jean-François Rousset
Pour les articles homonymes, voir Rousset.
Jean-François Rousset, né le 9 septembre 1952 à Aurillac (Cantal), est un homme politique et ancien chirurgien français. Membre du parti Renaissance, il est député de la troisième circonscription de l'Aveyron depuis le 22 juin 2022.

## Situation personnelle
Jean-François Rousset grandit en Aveyron puis part à Toulouse pour faire ses études de médecine. Il devient chirurgien digestif en 1984, après l'obtention de son doctorat. En 1987, il s'installe à la clinique Pasteur de Toulouse,[source insuffisante].
À la retraite depuis 2014, il vit à Montlaur, dans le sud de l'Aveyron d'où est originaire sa famille.
Pendant la crise de la Covid-19, il est appelé au centre de vaccination de Saint-Affrique pour aider à la vaccination de la population.

## Parcours politique
Jean-François Rousset est élu adjoint au maire de Montlaur Patrick Rivemale en 2014.
Il est membre de La République en marche (puis Renaissance) depuis 2017 et en 2019, il devient référent départemental du mouvement pour l'Aveyron.
À la suite des élections municipales de 2020, il est réélu adjoint au maire de Montlaur.
Jean-François Rousset est élu député de la troisième circonscription de l'Aveyron lors des élections législatives de 2022, sous l'étiquette Ensemble, en récoltant au second tour 53,71 % des suffrages face au candidat présenté par la NUPES, Michel Rhin.
À la suite de la dissolution du 9 juin 2024, Jean-François Rousset se présente à sa succession. Il sera réélu le 7 juillet 2024 avec 60,29 % des suffrages.

## Détails des mandats et fonctions
- Depuis 2022 : député de la troisième circonscription de l'Aveyron
- Depuis 2020 : vice-président de la Communauté de communes Monts Rance et Rougiers
- Depuis 2020 : membre du Comité syndical du Parc Naturel régional des Grands Causses
- De 2020 à 2022 : président du Syndicat départemental des ordures ménagères de l'Aveyron
- Depuis 2017 : délégué de la Communauté de communes Monts Rance et Rougiers au Sydom de l'Aveyron
- Depuis 2014 : conseiller communautaire de la Communauté de communes Monts Rance et Rougiers
- Depuis 2014 : adjoint au maire de Montlaur
- Depuis 2014 : conseiller municipal de Montlaur